# Neobuxbaumia
Genre
Synonymes
- Pseudomitrocereus Bravo & Buxb.
- Rooksbya Backeb

Classification APG II (2003)
Neobuxbaumia est un genre de plantes à fleurs de la famille des Cactaceae (les cactus).
Les espèces sont originaires du Mexique.
Son nom est un hommage au botaniste autrichien Franz Buxbaum, spécialiste des cactus.

## Espèces
- Neobuxbaumia euphorbioides Buxb.
- Neobuxbaumia laui (P.V. Heath) D.R. Hunt
- Neobuxbaumia macrocephala (F.A.C. Weber ex K. Schum.) E.Y. Dawson
- Neobuxbaumia mezcalaensis Bravo
- Neobuxbaumia multiareolata(E.Y. Dawson) Bravo, Scheinvar & Sánchez-Mej.
- Neobuxbaumia polylopha (DC.) Backeb.
- Neobuxbaumia scoparia (DC.) Backeb.
- Neobuxbaumia squamulosa Scheinvar & Sánchez-Mej.
- Neobuxbaumia tetetzo (F.A.C.Weber ex K.Schum.) Backeb.